# 假面騎士龍騎角色列表
以下為朝日電視台放映的特攝劇集《假面騎士龍騎》主要人物介紹。

## 鏡世界騎士
■ 城戶真司（須賀貴匡饰演，配音：李錦綸（香港TVB本篇）、陳廷軒（香港電影版）、羅偉傑（香港ViuTV時王））
- 登場：第一話至第四十八話、第四十九話遇害、第五十話（結尾平行世界主演）、電影版（主演）、特別篇（主演）

年齡：23歲、身高：174cm、血型：B型、生日：1978年（昭和53年）10月19日、出生地：東京都
本作主角。假面騎士龍騎的變身者，特別篇亦是假面騎士Knight的變身者。
ORE雜誌社的見習記者，實力一般。為人傻氣、正直，標準天然呆，卻有一顆善良的心，熱心助人，對事情有追根究底的精神，也是少數騎士中沒有需要滿足自己慾望的人。
在調查失蹤者榊原耕一時，意外在其處所得到龍騎卡盒還看見無雙龍，並在鏡世界意外認識秋山蓮和神崎優衣等人。
第1話變身時只有空白型態，在和無雙龍契約後正式成為了龍騎，並在第2話時就成功變成了龍騎，還成功發動了Final Vent「龍騎士踢」。
瞭解到假面騎士之間的鬥爭後，決心阻止假面騎士之戰和保護人類。
在被房東趕出來後就直接住在辦公室，後搬到花雞樓上的空房並和秋山蓮共住。
和秋山蓮的行事感到有些不解，因理念不同兩人時常爭吵。
平時雖然反應有些遲鈍但也時卻有相當出乎意料之外的舉動，如須籐雅史打算用吊車的重物壓死現實中的真司時，真司卻能迅速地利用周邊的鏡子來快速變身，讓須籐雅史感到相當驚訝。
故事後期因為真司特殊的理念也使得蓮、北岡和手塚等人想法漸漸改變。
因是普通人，戰鬥能力低下，初期實力不佳，但似乎在和秋山蓮的一同戰鬥下實力隨劇情明顯提升。
在遇見須籐雅史後漸明白比怪獸更為強力的就是假面騎士本身，且對於騎士之間的戰鬥相當猶豫。
因為性格太過婆媽的關係使得真司常常被捲入麻煩中，如北岡秀一自身的麻煩。
其無雙龍卡片在第16話一度被芝浦純奪走，但在蓮和手塚的幫助下成功奪回。
在認識手塚海之時真司終於覺得也有人和自己的理念相同，但因淺倉威一次殺死了手塚、芝浦純的緣故，使得真司有一瞬間起了要打倒淺倉的念頭。
第34話經神崎士郎手中得到"生存咭—烈火"，並在同話用其變身成生存龍騎。
第49話为了救一名小女孩，被一个怪人给襲擊而受到重伤，在战斗时与莲用生存形态打败了无数镜子中怪人，成为了剩下骑士的倒数第五个骑士主角。
第50話神崎士郎使用了Time Vent令時間倒轉，倒轉還未「騎士與騎士之間的戰鬥」的之前，與秋山蓮在花雞相見但已經不記得雙方的名字。
於《假面騎士ZI-O》第21-22話再度登場，但已經失去了本作故事的記憶；事件解決後尋找大久保大介並讓他重新振作，之後被大久保大介邀請一起再創事業。
於續篇《RIDER TIME 假面騎士龍騎》中接著TV版的第二结局再次被捲入騎士之戰，失去部份成為騎士的記憶。
於《假面騎士平成Generations Forever》以假面騎士龍騎的姿態登場。
於聯動劇場版《假面騎士GEATS×REVICE MOVIE Battle Royale》中因被困在鏡像世界裏，而招來了部分參與過騎士之戰的騎士們參加「願望大逃殺」的游戲，因來自鏡像的另一個自己被擊傷而從鏡像世界裏脫困。
【结局一（TV）】：因為救一名小女孩而受重創，戰鬥後重傷而亡。
【结局二（TV）】：後來被優衣說服神崎士郎放棄了「騎士與騎士之間的戰鬥」這個想法，神崎士郎使用了Time Vent令時間倒轉，倒轉還未「騎士與騎士之間的戰鬥」的之前，在花雞的門口再次與蓮相遇雙方互相注視。
【结局三（剧场版）】：擊敗龍牙後，變身成生存龍騎，與生存夜騎一同挑戰無數鏡怪人，生死未卜。
【结局四（特别篇一）】：代替秋山蓮，變身成生存夜骑，與其他7名假面騎士進行決戰。
【结局五（特别篇二）】：消灭了核心镜，但是神崎士郎不想要這個結果，所以使用了Time Vent令時間倒轉，騎士之战亦再次開始，手持着龙骑卡，面对着虎视眈眈的三位骑士...。
【结局六（ZI-O外傳）】：最後成為勝利者，並且回到現實世界。
■ 秋山蓮（松田悟志饰演，配音：馮錦堂（香港TVB本篇）、翟耀輝（香港電影版））
- 登場：第一話至第五十話陣亡（結尾平行世界主演）、電影版（主演）、特別篇（主演）

24歲、身高：181cm、血型：B型、生日：1977年（昭和52年）12月16日、出生地：大阪府
假面騎士夜騎的變身者。
無業，戰鬥力強。和優衣為合作關係，劇情早期經常到花雞餐廳找她，後來遇上真司後更跟他同住於花雞餐廳樓上的空房。是真司第一個夥伴。
外表冷酷無情，經常穿著黑皮大衣和騎著重型機車為其特徵，行事風格經常令人不解，但其實內心善良。打倒其他假面騎士時曾猶豫，由此可見，蓮並不是窮兇極惡的假面騎士。
成為假面騎士的目的是令昏迷了的愛人小川惠理甦醒。
雖然沒有職業但身上有的錢卻比城戶真司多。
表面上經常與真司吵架，但心中卻把真司當作朋友，當遇見成功成為了龍騎的真司還對他起了想要趁早收拾的想法，還對他不時提出警語。
受真司的理念受改變，甚至在真司要和須籐雅史再度對戰時出面阻止。
因自身性格影響使得常常在外面和人結怨。
第11話因受鐵兵攻擊短暫失憶。
第17話與堅甲對戰中雖然處於優勢，但因沒有能力把堅甲致以致命一擊而深受打擊。
第20話曾經協助淺倉威逃離警方追捕，並了解到淺倉威戰鬥的理由，更一度希望淺倉威代替自己打敗龍騎，但最後改變主意。
第23話手塚在死前給了蓮一張生存卡－疾風，並與王蛇一戰，成功變身為生存夜騎，給予了強大的攻擊將王蛇重傷，但戰鬥途中被出現的巨羚尼隆吉襲擊，讓淺倉逃走。
第35話曾經挑戰奧丁然而在戰鬥過程中即使變身成生存夜騎依然處於下風，最後在臨被奧丁刺死前一劍插向奧丁反勝。
第50話再次向奧丁挑戰。他此時才發現奧丁其實是由神崎士郎通過不斷選人變身而成的傀儡假面騎士，並不是由神崎本人變身而成。
同話最后成为了骑士剩下的胜利者，成功把惠理唤醒，把戒指交给惠理而死亡。
於續篇《RIDER TIME 假面騎士龍騎》再度登場，由於结局二（TV）成為勝利者而惠理沒有死亡，但再次被捲入騎士之戰，並失去部份成為騎士的記憶。
於聯動劇場版《假面騎士GEATS×REVICE MOVIE Battle Royale》中與淺倉威及鏡像城戶真司一同参與了由謎之遊戲管理者——「克拉斯」所舉辦的「願望大逃殺」比賽。
【结局一（TV）】：最後成為勝利者，成功令惠理甦醒，但蓮卻因與奧丁戰鬥時受重創，把戒指交給惠理後死亡。
【结局二（TV）】：後來被優衣說服神崎士郎放棄了「騎士與騎士之間的戰鬥」這個想法，神崎士郎使用了Time Vent令時間倒轉，倒轉還未「騎士與騎士之間的戰鬥」的之前，在花雞的門口再次與真司相遇雙方互相注視。
【结局三（剧场版）】：變身成為生存夜骑，與生存龍騎一同挑戰無數鏡怪人，生死未卜。
【结局四（特别篇）】 ：替龍騎擋下妖翠的Final Vent，後把卡盒交給真司，希望真司代替自己戰鬥，而安詳逝去。
【结局五（ZI-O外傳）】：替真司擋下淺倉威的一刀後，臨死前勾起以前與真司的種種回憶，最後兩人對話希望能下次再見能吵架後便化為粒子死亡。
■須藤雅史（木村剛饰演（友情演出)，配音：陳卓智（香港TVB本篇））
- 登場：第五話至第六話陣亡、第二十八話（友情演出）、特別篇（友情演出）

25歲、身高：181cm、血型：B型、生日：1976年（昭和51年）9月28日、出生地：神奈川縣
假面騎士利刃的變身者。
一名刑警，戰鬥風格凶悍。雖是刑警，但為人奸險、凶惡與黑社會勾結。因和一古董店店長——加賀友之有非法交易，但因對方突然加高報酬而將其殺害並藏於店中的牆壁，後遇見神崎士郎而得到利刃卡盒。
成為假面騎士的目的是逃避殺人的罪名。為了逃避罪嫌而利用契約獸火山巨蟹到處攻擊人類和妨礙自己的人，以混淆加賀失蹤事件，但其最終目的是想站上騎士的頂端。
初次登場時還襲擊了桃井玲子，讓契約獸攻擊秋山蓮，重創真司，但在抵擋對方的「龍爪火」後因待在鏡世界的時間超過而中斷戰鬥。
還試圖綁架優衣，並和蓮展開一對一的對決。最后与夜骑同時使用最终降临攻擊對方，卡盒遭破壞，被自己的契约兽所吃，而契约兽被龍騎打败。
【结局一（TV）】：與夜騎同時使用Final Vent，雖略占上風，但因卡盒破碎，被契約獸所吃。
【结局二（特别篇）】：試圖阻擋王蛇的Final Vent，但不敵對方攻勢而被擊敗。
■ 北岡秀一（涼平饰演，配音：陳欣（香港TVB本篇）、陳志強（香港電影版））
- 登場：第七話至第五十話病亡（結尾平行世界主演）、電影版（主演）、特別篇（主演）

30歲、身高：188cm、血型：A型、生日：1971年（昭和47年）2月23日、出生地：兵庫縣
假面騎士鐵兵的變身者。
一名自立門戶的大律師。臉上常掛著輕眺，為人自私，不愛小孩。戰鬥力高強，但後期因病重稍有變弱。
似乎很注重容貌，還會把放在皮夾中的一張自己十分滿意的四十五度角特寫照給別人看，但有時候也會表現出向人跪地乞求一面。
其審判和口才能力高超，足以將黑的說成白，這點亦令其具備一定名氣，他自己甚至因此自稱為“超級律師”，但他的麻煩也特別地多。
前任助手為浅野恵美，目前則與現任助手由良吾郎同住。
第7話初次登場時還因工作上和他人有所爭執而被追打，連真司也被捲入其中，但在知道後者為假面騎士時企圖多次襲擊和讓他失去其資格。
一直對桃井玲子有興趣，但多次被她無視。
經常表示希望跟淺倉威對決以跟他永別，但一直都不成事。
隨故事慢慢發展，北岡漸漸受真司的理念而改變，開始幫助別人，可見他其实也是好人。這從後來對東條的戰鬥目的表達己見，以及對受重傷的淺倉威手下留情可見。
從前助手浅野恵美得知過去生活並不豪華。
初登場時已被告知患有重病，沒有太多活下去的日子，成為假面騎士的目的某程度上亦因此是得到永恆的生命。
到了故事後期的影響越趨明顯，甚至到了最後由吾郎代替他变成铁兵与浅仓威死戰，而北岡則就躺在家里的沙发上病故。
於《假面騎士×超級戰隊 超 超級英雄大戰》中擊敗龍玄成為假面戰隊五騎士的綠騎士和後輩電王及EX-AID等人合作對抗敵人。
【结局一（TV）】：其助手吾郎代替變成鐵兵，與王蛇作最終決戰，最後被王蛇擊敗北岡則因病而死。
【结局二（TV）】：後來被優衣說服神崎士郎放棄了「騎士與騎士之間的戰鬥」這個想法神崎士郎使用了Time Vent令時間倒轉，倒轉還未「騎士與騎士之間的戰鬥」的之前，首次與令子相遇。
【结局三（剧场版）】：因北岡厭倦戰鬥而放棄鐵兵的資格而存活。
【结局四（特别篇）】：与众骑士为了保护核心镜一同夹击真司、蓮。
■ 由良吾郎（弓削智久饰演，配音：蘇強文（香港TVB本篇））
- 登場：第六話尾段至第五十話陣亡（結尾平行世界客串）、電影版（助演）、特別篇（助演）

25歲、身高：186cm、血型：A型、生日：1976年（昭和51年）5月25日、出生地：東京都
假面騎士鐵兵的第二任變身者
北岡秀一的助理、保鑣兼知己，極為忠心，且打架能力一流。照料北岡的日常，以至一切生活。擅長烹調料理。
雖然樣子較兇惡，但其實是個心地善良的人。
北岡愛戲稱其為小吾郎。
初登場時一度被真司誤以爲是鐵兵的變身者。
曾被淺倉威戴上手銬鎖在車上，但成功逃脫。
北岡病故後，吾郎變身成鐵兵與王蛇決戰後敗北而陣亡。
於續篇《RIDER TIME 假面騎士龍騎》登場。
【结局一（TV）】：代替北岡變身成鐵兵與王蛇決戰後敗北而陣亡，陣亡前還叫住北岡的名字安詳離世。
【结局二（TV）】：後來被優衣說服神崎士郎放棄了「騎士與騎士之間的戰鬥」這個想法，神崎士郎使用了Time Vent令時間倒轉，倒轉還未「騎士與騎士之間的戰鬥」的之前，一如以往繼續擔任北岡的助手
【结局三（ZI-O外傳）】：與王蛇決戰後陣亡，給予王蛇致命傷害，也為北岡律師報仇
【结局四（假面騎士Outsiders外传）】：和海鳐（手冢海之）一起对抗坚甲（芝浦纯）但是中途被王蛇（浅仓）介入，最后和海鳐、坚甲一同阵亡。（延续结局二）
■ 手塚海之（高野八誠饰演，配音：鄺樹培（香港TVB本篇））
- 登場：第十三話至第二十三話陣亡、第二十八話（客串）、第五十話（結尾平行世界友情出演）、特別篇（友情演出）

24歲、身高：177cm、血型：A型、生日：1978年（昭和53年）1月9日、出生地：千葉縣
是真司的第二個夥伴假面騎士海鰩的變身者。
一名占卜師，實力不俗因不願傷害其他騎士而沒有盡全力。
從擊殺迅雷加爾多一戰可見,其占卜十分準確，事實上手塚對自己的占卜充滿自信，經常帶著手巾和硬幣替人占卜。
好友齊藤雄一是一位傑出的鋼琴家，原本也能有成為海鰩的資格，但因不想戰鬥的理由，而被神崎士郎的手下－迅雷加爾多殺死，所以代替齊藤成為騎士並下定決心阻止騎士之戰。
成為假面騎士的目的是為了改變假面騎士互戰的命運常占卜假面騎士之戰，也是少數騎士中沒有需要滿足自己慾望的人，由於理念與真司相同，常一同作戰。
初次登場時還和具有戰鬥之心的蓮戰鬥，並以Final Vent給予重傷試圖改變他的想法，勝負為平手，但之後又占卜到蓮會死亡的命運。
於第22話中得到了神崎士郎所給的「生存卡－疾風」。最後受真司改變，改變了自己的命運。
於第23話將「生存卡－疾風」交給蓮使用，最后被王蛇的毒蛇爆裂踢重創,雖被真司救出，依然傷重而亡契约兽則被王蛇收服。
於續篇《RIDER TIME 假面騎士龍騎》登場。
【结局一（TV）】：為救龍騎而被王蛇的Final Vent所擊敗，被真司及時救出但仍無法挽回其生命。
【结局二（TV）】：後來被優衣說服神崎士郎放棄了「騎士與騎士之間的戰鬥」這個想法，神崎士郎使用了Time Vent令時間倒轉，倒轉還未「騎士與騎士之間的戰鬥」的之前，與首次真司相遇，並告訴真司「你今天的運氣很差」。
【结局三（特别篇）】：与真司、蓮一同對付鏡怪人時，因被妖翠Final Vent重傷而导致死亡。
【结局四（ZI-O外傳）】：被鏡像城戶真司唆擺而背叛芝浦純，後被堅甲的Final Vent重創後重傷而死。
【结局五（假面騎士Outsiders外传）】：和铁兵（吾郎）一同对抗坚甲（芝浦纯）但是在中途遭遇突入的王蛇（浅仓），最后和铁兵、坚甲一同阵亡。（延续结局二）
■芝浦純（一條俊饰演，配音：梁偉德（香港TVB本篇））
- 登場：第十五話至第十九話陣亡、第二十八話友情演出、特別篇（友情演出）

21歲、身高：172cm、血型：不詳、生日：1981年（昭和56年）5月8日、出生地：東京都
假面騎士堅甲的變身者。
明林大學學生;同時是電腦、電玩高手。性格驕傲自大、為人貪玩，把假面騎士之戰視作「遊戲」，輕視人命。
戰鬥力頗高，他自己亦對此充滿信心。
其父親為一公司的社長，跟北岡存在合作關係。生活無憂的他是一名二世祖。
成為假面騎士的目的是享受假面騎士的戰鬥是騎士之戰的導火線之一，經常挑起騎士間的戰鬥。
不視當時心理狀態異常的蓮為對手。
初次登場時創造了一套真實遊戲使自己的同學穿戴上假面和斗蓬彼此互相殘殺，勝利者便能奪走戰敗者的徽章。
第16話擊敗完鏡怪人後和真司展開對決，最後奪走了他的無雙龍卡片。
芝浦還利用電腦病毒來使自己成為ORE雜誌社總編輯，藉此使遊戲更加擴大，但後來被島田破解，且在與蓮交戰時無雙龍卡片被手塚拿走。
第19話与龙骑、夜骑和海鰩对战时，被王蛇躲在他后面当作挡箭牌而受到重伤，最后被王蛇的毒蛇爆裂踢给杀死，而契约兽被王蛇收服。
於續篇《RIDER TIME 假面騎士龍騎》再度登場。
【结局一（TV）】：被王蛇当作擋箭牌，擋掉鐵兵的Final Vent後大受重創，後被王蛇的Final Vent殺死。
【结局二（特别篇）】：原本打算把失去龍騎卡盒的城戶真司解決，但在疏於防備的狀況下被身後的巨大蜘蛛鏡怪人拖入口中而被吞噬.....。
【结局三（ZI-O外傳）】：正在尋找重傷後逃離的手塚的途中，遇見鏡像城戶並將其展開戰鬥，被龍牙使用Final Vent殺死。
【结局四（假面騎士Outsiders外传)】：与铁兵（吾郎）、海鳐（手冢）发生战斗但是中途被王蛇介入，最后和铁兵、海鳐一同阵亡。（延续结局一最终话）
■ 淺倉威（萩野崇饰演，配音：陳卓智（香港TVB本篇）、羅偉亮（香港電影版））
- 登場：第十八話至第五十話被擊斃（結尾平行世界主演）、電影版（主演）、特別篇（主演）

25歲、身高：182cm、血型：A型、生日：1977年（昭和52年）4月10日、出生地：東京都
假面騎士王蛇的變身者。
一名囚犯，戰鬥力極強。為人殘忍、易煩燥、好勇鬥狠，厭惡刑警，是眾騎士最不想面對的敵人，亦是少數令真司和他認真戰鬥的人。
曾殺害霧島美穗的姐姐，是個窮兇極惡的重犯。當時北岡曾為他辯護、打官司，但認為北岡沒有盡力為他辯護，自此淺倉對北岡便厭惡非常，把他當作宿敵。
成為假面騎士的目的是為戰鬥而戰鬥是騎士之戰的導火線之一；也是讓手塚的好友齊藤雄一受傷的人。
初次登場時淺倉被關在關東拘留所中，在北岡放棄他之後沒多久便被神崎選為騎士資格，並逃獄開始追擊北岡。和北岡交手時為了迴避對方的final vent 而把在一旁戰鬥的芝浦純當作盾牌。
先後打敗堅甲和海鰩，並跟他們的契約獸定下契約，並使用了「融合降臨」成功召喚合體獸帝，給予了強大的攻擊力。
第24話其攻擊被生存夜騎的疾風之翼攻擊分解回來，並與生存夜騎一同使用Final Vent「水流域」與「疾風斷」決勝負為平手，後在認為情勢不利的狀況下撤退。
第31-32話因在船上救了一個女孩被那女孩視為救命恩人。
第33話跟北岡戰鬥後被警察拘捕，並被沒收王蛇的卡盒，後一度逃脫但最後仍被收監。其後在第40話利用偷偷拿掉的Advent卡逃獄，其卡盒在神崎士郎的協助下在同話取回。
第36話曾被白虎重創，從此對白虎的變身者(東條)十分厭惡，甚至比北岡更為厭惡。
第50話最后打败了吾郎变成的铁兵时，從鏡世界回來後，被警察擊斃。
於《假面騎士Brave ～Survive吧！復活的野獸騎士・小隊～》及續篇《RIDER TIME 假面騎士龍騎》再度登場。
於聯動劇場版《假面騎士GEATS×REVICE MOVIE Battle Royale》中與秋山蓮及鏡像戶城真司三人一同参與了由謎之遊戲管理者——「克拉斯」所舉辦的「願望大逃殺」比賽。
【结局一（TV）】：與鐵兵作最後決戰，发现变身者为吾郎后大受打击，返回現實世界后被警察槍殺。
【结局二（TV）】：後來被優衣說服神崎士郎放棄了「騎士與騎士之間的戰鬥」這個想法，神崎士郎使用了Time Vent令時間倒轉，倒轉還未「騎士與騎士之間的戰鬥」的之前，不滿真司的摩托車妨礙道路。
【结局三（剧场版）】：被龍牙介入並消滅了其契約獸，變回空白型態後被花夢破壞卡片盒，在欲想攻擊前者時開始粒子化而死亡。
【结局四（特别篇）】：与众骑士为了保护核心镜一同夹击真司、蓮。
【结局五（EX-AID外傳）】：復活並為了滿足自身慾望而四處襲擊人，但最後被鏡飛彩擊殺後粒子化消失。
【结局六（ZI-O外傳）】：以人間體姿態突然亂入真司和蓮的對決當中，行刺秋山蓮後化為粒子死亡。
【结局七（假面騎士Outsiders外传）】：成为根津议员（第三代假面骑士利刃）的手下并为其做着见不得人的勾当，之后被根津议员背叛并与奥丁相遇从而重新成为王蛇参与到骑士之战当中，最终击败奥丁成为最终胜利者并获得生存形态。（延续结局二，與结局五有關聯）
■ 東條悟（高槻純饰演，配音：黃啟昌（香港TVB本篇））
- 登場：第三十四話至第四十六話車禍身亡、第五十話（結尾平行世界友情出演）、特別篇（皮套聲音演出）

25歲、身高：181cm、血型：A型、生日：1977年（昭和52年）7月27日、出生地：東京都
假面騎士猛虎的變身者。
清明院大學的研究生。喜歡偷襲別人，曾經重創淺倉威和北岡秀一，可見實力有一定水準。而他為人沉默、木無表情。
異於其他騎士的是東條是以右手來持卡盒變身。
成為假面騎士的目的是成為一名英雄，這或是由於其被香川教授的主張、理論影響甚深，但後來觀念扭曲，即使香川試圖糾正他亦不果。
東條曾表示有兩個對他最重要的人，分別是其老師香川教授及新認識的佐野滿，但更因此成為其擊殺二人的原因，以達至「英雄」甘於捨棄摯愛、摯友的境界。
曾向佐野透露成為英雄的其一原因是希望別人認同及討人歡喜。
香川曾說東條比仲村差勁，但其妻子透露香川最器重的學生其實是東條。
東條初登場時，與仲村創、香川英行有共同目的 - 殺死神崎優衣，關閉鏡世界。其後先認為仲村沒有資格當英雄，且二人關係早有暗湧而對其暗算並狠下殺手，又，因東條的思想與香川產生分歧，打消了關閉鏡世界的念頭，並希望自己成為英雄，因此於第42話暗算並殺害香川。雖然最終殺害了香川，但之後抱著其屍體離開時明顯表達不捨之情。
第43話在受重傷情況下曾為佐野滿所救，但是卻想讓自己變強而向佐野下殺著。
第46話本能地救了一對差點被貨車撞到的父子而死，在來不及思考、受道德本能驅使的情況下，偶然成为了一个真正的英雄。死前仍惦記並思考著北岡和香川教授的話。
【结局一（TV）】：与各骑士对战的时候后失败，被王蛇用沉重压迫对战抵挡不住时受到重伤，最后回到现实世界时，為救一對父子，而被貨車撞死。
【结局二（特别篇）】：与众骑士为了保护核心镜一同夹击真司、蓮。
■ 佐野滿（日向崇饰演，配音：梁偉德（香港TVB本篇））
- 登場：第四十一話至第四十四話陣亡、特別篇（皮套聲音演出）

21歲、身高：184cm、血型：不詳、生日：1980年（昭和55年）12月2日、出生地：琦玉縣
假面騎士螺旋的變身者。
一名以打雜工維生的青年，實力相對一般。佐野具有生意頭腦，但他貪戀金錢。曾遊說香川英行及東條悟做他們陣營的僱傭兵只為求報酬。但是香川被殺後又企圖投靠曾背叛的城戶，立場反覆，以利益掛帥。
成為假面騎士的目的就是要有金錢，過美好的生活。
其實佐野本為大企業老闆的獨子，因為某些原因被父親斷絕父子關係，而過著貧窮的生活，登場時的職業為一名停車場職員。
佐野本性並不邪惡，同時亦有不計收獲真誠待人的一面，東條就是其以心對待的朋友。
後因父親死亡，被以社長身分迎接回公司，不但繼承了龐大的財產，並且跟千金大小姐定下婚約，頓時失去了戰鬥的目的。因此想要放棄戰鬥，但受限於契約無法脫身，後來想要以錢收買其他騎士，反而更因此被孤立。求助於曾經有恩的東條，卻反而遭受襲擊。
最后与猛虎袭击龙骑的时候，遭猛虎暗算而重伤，反而受龙骑保护而逃到草地下坡下，但仍被王蛇偷袭並破壞卡盒導致無法回到現實世界，最終因超過時間粒子化消失。
【结局一（TV）】被猛虎襲擊而受傷逃跑，后来再被王蛇使用Final Vent破壞了卡盒無法回到現實世界，在鏡世界中超過時間粒子化消失。
【结局二（特别篇）】：与众骑士为了保护核心镜一同夹击真司、蓮。
■ 高見澤逸郎（黑田亞瑟饰演（特別演出））
- 登場：特別篇（特別演出）

38歲、身高：不詳、血型：不詳、生日：1964年（昭和39年）2月1日、出生地：不詳
假面騎士妖翠的變身者。
高見澤財團的老闆。性格冷酷無情。招式變化多端，因此戰鬥力高強。
有極大的權力和金錢,但他同時擁有極大的野心。以「弱肉強食」為座右銘，為求目的會以不擇手段去達成。
成為假面騎士的目的是追求更強大的力量是騎士之戰的導火線之一。
當真司、蓮和手塚一同對付鏡怪人時突然出現，和手塚交手，並以Final Vent「死亡絕跡」將其擊敗。後和芝浦、北岡等眾騎士圍攻真司、蓮兩人。
【结局（特别篇）】：使出Final Vent把夜騎重創之，不料前者還有一口氣使出Final Vent，在逃跑未及的狀況下仍被對方的攻擊貫穿身軀而爆破慘死。
□ 霧島美穗（加藤夏希饰演，配音：黃鳳兒（电影版，香港））
- 登場：電影版（主演）、特別篇（皮套聲音演出）

18歲、身高：168cm、血型：AB型、生日：1984年（昭和59年）7月26日、出生地：秋田縣
假面騎士花夢的變身者。
一名以騙婚為業的女子。實力一般。是唯一的女性騎士。
為人活潑開朗，愛玩弄真司。
自從姐姐被淺倉威殺害後，為求生活而被逼以騙婚為業。
成為假面騎士的目的是為姐姐報仇而戰鬥。
在鏡像真司襲擊淺倉威後，把合體獸帝擊敗後讓淺倉威變回空白型態之餘霧島一刀粉碎了他的卡盒，如願報仇。在劇場版後期，美惠的心態受真司影響。
【结局一（剧场版）】：原本能與真司有進一步發展，但後來受到龍牙的猛烈攻擊下，在鏡世界中受重傷，回到現實世界與真司道別後，孤獨的死在街上。
【结局二（特别篇）】：与众骑士为了保护核心镜一同夹击真司、蓮。
■ 鏡像城戶真司（須賀貴匡饰演，配音：羅偉傑（电影版、Viu時王，香港）
- 登場：電影版（主演）、特別篇（皮套聲音演出）

年齡不詳、身高：不詳、血型：不詳、生日：不詳、出生地：不詳
假面騎士龍牙的變身者。
僅存在於鏡世界中的城戶真司，實力特強，於《劇場版 假面騎士龍騎 EPISODE FINAL》曾擊退王蛇，並無實體。
外觀及聲線與城戶真司相同，但鏡中的真司是個卑鄙小人，曾冒認真司去襲擊霧島美惠及佔據真司身體。
因無實體，反而不能待在現實世界太久，不然也會超過時間而粒子化而消失，每次都是開始粒子化消失，才會趕著回鏡世界。
成為假面騎士的目的是成為最強的騎士。
於續篇《RIDER TIME 假面騎士龍騎》登場。
於《假面騎士ZI-O》第21-22話作為另類龍牙登場。
於聯動劇場版《假面騎士GEATS×REVICE MOVIE Battle Royale》中與秋山蓮及淺倉威三人一同参與了由謎之遊戲管理者——「克拉斯」所舉辦的「願望大逃殺」比賽。
【结局一（剧场版）】：與龍騎一同使出Final Vent「龍騎士踢」，最後不敵而亡。
【结局二（特别篇）】：与众骑士为了保护核心镜一同夹击真司、蓮。
【结局三（ZI-O外傳）】：進入真司的身體後完全掌控控制，使真司被迫與蓮一戰，最後真司覺醒後回復意志力而暫時消失。
■神崎士郎（菊地謙三郎饰演、平野勇樹饰演（幼年），配音:鄺樹培（本篇，香港））
25歲、身高：183cm、血型：O型、生日：1976年（昭和51年）9月29日、出生地：北海道
本作關鍵人物。神崎優衣的兄長。童年被雙親幽禁，因此跟妹妹繪畫，畫的是各種契約獸的原型。這些原型後來成為了騎士們的契約獸。
清明院大學的學生。實驗發生事故前隸屬江島研究室。
假面騎士卡盒製造者，同時挑選不同人戰鬥。原因是透過戰鬥決出最後勝利者，並利用最終勝利者的性命來換取神崎優衣的生命。
在劇中的時間點神崎士郎是名無實體、只存在於鏡世界的神秘人物，但在劇場版卻曾經實體化地出現在衆人面前。
推測他已經在實驗發生事故當時或是騎士之戰開始前就已經死亡，劇中其中一話神崎士郎手裡面拎住奧汀卡盒出現鳳凰羽毛。令各騎士認為神崎就是奧丁。
主動挑選適當人選成為騎士，唯真司不是經由他挑選而自行成為騎士，但仍會主動去傳達他「快去戰鬥」的理念，並訂下「最後存活下的騎士只能一個人」的法則。
曾將2張生存卡先後給予手塚和真司使用。不过手塚把他的生存卡給蓮使用。
■假面騎士奧丁（配音：小山剛志（本篇，日本）、鄺樹培（香港TVB本篇））
登場：第二十七話至第五十話陣亡、特別篇（皮套聲音演出）
年齡不詳、身高：不詳、血型：不詳、生日：不詳、出生地：不詳
第十三位假面騎士，是實力最強的假面騎士。
因為神崎一開始時持有卡盒，且契約獸常常為其所用，曾被認為是由神崎自己所變身。但其實是由神崎士郎挑選的人所變身，而且並不只一個人，所以被打倒數次仍能重新復活。
作為傀儡，代替神崎去進行假面騎士之戰。在第27話真司、蓮、北岡、淺倉相互戰鬥時，已全身散發金光的方式初登場，並表示自己是想成為勝利者的人必須挑戰的最後一位騎士。
能瞬間移動，以及倒轉時光還能使用念力。初登場時已讓真司、蓮、北岡、淺倉4人毫無招架之力。
在特別篇Special 13Riders中與所有騎士想將秋山蓮、真司殺死，還使用念力將秋山蓮、真司擊退，之後還破壞了真司的龍騎卡盒導致真司無法變身。
該騎士已死亡過2次以上。
【结局一（TV）】第一次：以強勁壓倒性的實力與夜騎對戰，不料在最後想將假死的夜騎殺死時被夜騎以「闇翼槍」刺入胸口死亡。第二次：因神崎的意志令鏡世界消失，奧丁亦隨之消失而去。
【结局二（特别篇）】：与众骑士为了保护核心镜一同夹击真司、蓮。
【结局三（ZI-O外傳）】：在現實世界中與ZI-O和Geiz對戰，最後被ZI-O和Geiz合力使用龍騎、夜騎Ride Watch的必殺技擊敗。
【结局四（假面騎士Outsiders外传）】：发现了被根津议员欺骗的浅仓并使其重新成为假面骑士王蛇，在最后和王蛇交战并被其夺取生存卡而后被生存王蛇击败，凤凰卡盒被手持NeoDiend驅動槍的海東大樹/假面騎士Diend撿起，並交到财团X之手。

## 擬似騎士(模擬超人)
仲村創（水野純一饰演，配音：雷霆（本篇，香港））
- 登場：第十二話至第三十八話陣亡

25歲、身高：178cm、血型：不詳、生日：1976年（昭和51年）5月6日、出生地：東京都
Alternative（抉擇者 / 奧他 ）的變身者。
清明院大學研究生。香川教授手下的學生。
成為Alternative的目的與香川英行相同，是殺死神崎優衣，關閉鏡世界。
原本與神崎士郎同屬江島研究室,但在神崎的實驗中因故未能參加，成為令小川惠理昏迷入院的事故中，唯一倖免於難的研究室成員。
後來由香川處得知意外的原因，於是便與香川英行、東條悟合作，計畫關閉鏡世界。
不知何故，香川、仲村也擁有和東條一樣的猛虎咭組，但從香川的說話可推斷其他兩個猛虎咭組是由他仿製偽造。
【结局（TV）】與龍騎戰鬥時，被猛虎偷襲而亡。臨死前在真司懷中死去並粒子化消失。
香川英行（神保悟志饰演，配音：梁志達（本篇，香港））
- 登場：第三十四話至第四十二話陣亡

37歲、身高：178cm、血型：不詳、生日：1966年（昭和41年）12月3日、出生地：靜岡縣
Alternative Zero（抉擇者 零號 / 奧他零號  ）的變身者。
清明院大學教授。已婚並育有一子。戰鬥力不俗。擁有過目不忘的驚人能力。
成為Alternative Zero的目的與仲村創相同，是殺死神崎優衣，關閉鏡世界。
不知何故，香川、仲村也擁有和東條一樣的猛虎咭組，也因此初登場時真司認為香川是猛虎的變身者。但從香川的說話可推斷其他兩個猛虎咭組是由他仿製偽造。
曾與神崎士郎共事，曾並過神崎士郎的鏡世界研究，並根據記憶自行製造出卡盒。得知鏡世界研究的詳情，為保護大多數人，於是與仲村創、東條悟合作，自行製造卡盒，企圖殺死神崎優衣，關閉鏡世界。
雖然策劃獲害神崎優衣毫不猶豫，甚至被神崎士郎要脅要殺死自己的家人，也沒有動搖完成目的的決心，視“犧牲小我，完成大我”為“英雄”所為，但緊守原則，從不濫殺無辜，如曾阻止東條向龍騎下殺手。
經常對東條說教做人道理，其“英雄論”間接成為東條日後連番向盟友施襲的導火線。
香川曾說東條比仲村差勁，但其妻子透露香川最器重的學生其實是東條。
第42話放棄在清明院大學的研究室。
【结局（TV）】最後在快要殺死神崎優衣時，被猛虎偷襲而亡。最後在東條抱著其屍體離開現場並粒子化消失。

## 花雞咖啡店
神崎優衣（杉山彩乃饰演、小関美穂饰演（幼年），配音:黃麗芳（本篇，香港））
19歲、身高：165cm、血型：AB型、生日：1982年（昭和57年）5月18日、出生地：神奈川縣
本作女主角，神崎士郎的妹妹。和嬸嬸一同經營茶飲店花雞，和蓮為合作關係。
平時沒有笑容，當真司和蓮起爭執時優衣會作為和解者。
TV版中小時候曾在意外中倒下，沒有呼吸，此時鏡世界的優衣賜自己的性命給倒下的優衣，但分給的生命只能讓優衣活到二十歲，於是神崎士郎便發動假面騎士之戰，救回優衣。
劇場版中小時候與兒時的真司約好了再次一起玩，真司失約了，此時鏡世界的優衣陪伴自己玩，由於長時間待鏡世界而無法返回現實世界，鏡世界的優衣看見另一個自己這麼傷心下將自己的性命給倒下的優衣，但分給的生命只能讓優衣活到二十歲。
對兄長挑選人們成為假面騎士互相自相殘殺的所作所為十分不滿。
童年被雙親幽禁，因此跟兄長繪畫，畫的是各種契約獸的原型。這些原型後來成為了騎士們的契約獸。
神崎沙奈子（角替和枝饰演，配音：袁淑珍（本篇，香港））
45歲、身高：160cm、血型：不詳、生日：1956年（昭和31年）10月21日、出生地：靜岡縣
神崎士郎、優衣的嬸嬸，花雞餐廳的老闆。是個精力充沛、愛到處冒險的人。
不太喜歡個性冷漠的蓮，反而較喜歡注重禮貌的真司，後還使前兩人住在一起。

## ORE Journal
大久保大介（津田寬治饰演，配音：潘文柏（本篇，香港））
36歲。ORE雜誌社社長，真司在大學時期的前輩。
工作似乎不太專心，平時任意使喚真司，但於真司迷茫時會給予開導。
後期曾以花雞餐廳作為ORE雜誌社基地。
於《假面騎士ZI-O》第21-22話再度登場，並向常磐莊吾説明自己也不再是ORE雜誌社社長，因網路世界的發展，認為ORE已經沒有任何用處，失去人生目標而整天釣魚度日，後因城戶真司的到來而重新振作，並再次邀請真司一起再創事業。
桃井令子（久遠さやか饰演，配音：陳凱婷（本篇，香港）、王夢華（电影版，香港））
24歲。ORE雜誌社記者，真司的前輩同事。個性冷靜，能為了有價值的新聞不惜一切，但有時還因此陷入騎士的紛爭。
其個性為北岡秀一所喜好，並經常受其邀請共同進膳，但由於認為北岡的行為屬於性騷擾所以甚少赴約。
故事中期專注調查浅倉威的事情，而後期則專注調查神崎士郎的事情。
後期漸漸知道真司也在調查神崎士郎。
在第48話始發現真司假面騎士的身份。
後於《假面騎士ZI-O》的第21-22話再度登場的大久保大介口中提及但並未登場
島田奈奈子（栗原瞳饰演，配音:陸惠玲（本篇，香港））
23歲。ORE雜誌社的技術員，視電腦如自己般疼愛。
第9話曾被綁架。
第16話破解芝浦純的電腦病毒。
自浅野恵美在第31話加入ORE雜誌社起就對她十分不滿。
後於《假面騎士ZI-O》的第21-22話再度登場的大久保大介口中提及但並未登場。
淺野惠美（森下千里饰演，配音：鄭麗麗（本篇，香港））
25歲。ORE雜誌社記者。第29話登場。
曾任北岡的秘書及前愛人。為人傻氣、粗心大意。打架能力更勝吾郎。
有一些小病，自己卻以為患有不治之症。
第30話起加入ORE雜誌社。
於《假面騎士ZI-O》的第21-22話再度登場的大久保大介口中提及但並未登場。

## 其他人物
淺野惠美（森下千里饰演，配音：鄭麗麗（本篇，香港））
25歲。ORE雜誌社記者。第29話登場。
曾任北岡的秘書及前愛人。為人傻氣、粗心大意。打架能力更勝吾郎。
有一些小病，自己卻以為患有不治之症。
第30話起加入ORE雜誌社。
於《假面騎士ZI-O》的第21-22話再度登場的大久保大介口中提及但並未登場。
小川惠里（つぶらまひる饰演，配音：鄭麗麗（本篇，香港））
24歲、身高：161cm、血型：AB型、生日：1978年（昭和53年）3月9日、出生地：靜岡縣
秋山蓮的女友，就讀於清明院大學，在401實驗室進行研究。實驗發生事故前隸屬江島研究室。
由於神崎士郎的鏡世界實驗發生意外，因此一直昏迷不醒。雖在劇情中期曾短暫清醒，但後來又陷入昏睡。
最後在五十話結尾時，因蓮成為勝利者，而令惠里甦醒。
於《RIDER TIME 假面騎士龍騎》在秋山蓮的口中提及，但並未登場，只以背影方式登場。
齋藤雄一（永山たかし饰演）
- 登場：本篇

24歲、身高：不詳、血型：不詳、生日：不詳、出生地：不詳
本來應該是13位騎士中的其中一人，但不喜歡戰鬥和害怕傷害別人，而違反契約被契約獸吃掉。密友海塚拿起其品紅色卡組，代替其意志成為假面騎士。
榊原耕一（和田圭市饰演）
- 登場：TV Special、Special 13Riders

28歲、身高：不詳、血型：不詳、生日：不詳、出生地：不詳
假面騎士龍騎的變身者。
在TV版不明地失蹤，臨失蹤之前把龍騎卡盒放在家裡，後才被真司撿走。
在Special 13Riders片頭中拯救真司時，與2名鏡怪人－毒囊蜘蛛與萊斯蜘蛛戰鬥，身受重傷。把龍騎卡盒及假面騎士名單交給真司後，囑咐真司必須阻止假面騎士之戰和破壞核心鏡。囑咐後粒子化死亡安詳逝去。
霧島美穗的姐姐（英玲奈饰演）
- 登場：《劇場版 假面騎士龍騎 EPISODE FINAL》

年齡不詳、身高：不詳、血型：不詳、生日：不詳、出生地：不詳
霧島美穗的姐姐被淺倉威殺害後使得霧島美穗為了報仇而成為假面騎士。